# Charles Ruch
Charles-Joseph-Eugène Ruch (24. září 1873, Nancy – 29. srpna 1945, Štrasburk) byl francouzský římskokatolický duchovní, biskup štrasburský. Před jmenováním do Lyonu, zastával úřad biskupa v Nancy, se kterým je spjat titul primas lotrinský.

## Život
Charles-Joseph-Eugène Ruch se narodil v září 1873 v Nancy otci protestantovi a matce katoličce. Na kněze byl vysvěcen ve svých 23 letech v roce 1897. Papež Pius X. ho jmenoval pomocným biskupem pro diecéze Nancy-Toul a udělil mu titulární diecézi v Gerase. Po smrti Mons. Turinaze, biskupa z Nancy v roce 1918 byl Charles jmenován jeho nástupcem jako sídelní biskup a primas lotrinský.
Po uzavření mírové smlouvy z Versailles v roce 1919 rezignoval Mons. Adolf Fritzen na úřad biskupa štrasburského, protože území diecéze bylo připojeno k Francii. Papež biskupa Fritzena jmenoval titulárním arcibiskupem a emeritoval jej. Na jeho místo byl jmenovaný Charles Ruch, coby rodilý lotrinčan. Na jeho místo v Nancy byl jmenován Mons. de la Celle.
Charles Ruch byl dekorován řádem čestné legie v roce 1915. Povýšen na důstojníka řádu byl v roce 1921 a v roce 1931 na komandéra. Štrasburskou diecézi vedl v meziválečném období a během druhé světové války. Zemřel po jejím konci v roce 1945.

## Biskupská genealogie
Následující tabulka obsahuje genealogický strom, který ukazuje vztah mezi svěcencem a světitelem – pro každého biskupa na seznamu je předchůdcem jeho světitel, zatímco následovníkem je biskup, kterého vysvětil. Biskup Ruch patří k linii kardinála Rebiby. Rekonstrukcím a vyhledáním původu v rodové linii ze zabývá historiografická disciplína biskupská genealogie.
1. kardinál Scipione Rebiba
2. kardinál Giulio Antonio Santorio
3. kardinál Girolamo Bernerio, OP
4. arcibiskup Galeazzo Sanvitale
5. kardinál Ludovico Ludovisi
6. kardinál Luigi Caetani
7. kardinál Ulderico Carpegna
8. kardinál Paluzzo Paluzzi Altieri Degli Albertoni
9. papež Benedikt XIII.
10. papež Benedikt XIV.
11. papež Klement XIII.
12. kardinál Marcantonio Colonna
13. kardinál Giacinto Sigismondo Gerdil, B
14. kardinál Giulio Maria della Somaglia
15. kardinál Carlo Odescalchi, SJ
16. kardinál Costantino Patrizi Naro
17. kardinál Lucido Maria Parocchi
18. papež Pius X.
19. arcibiskup François-Léon Gauthey
20. biskup Charles Ruch

## Galerie

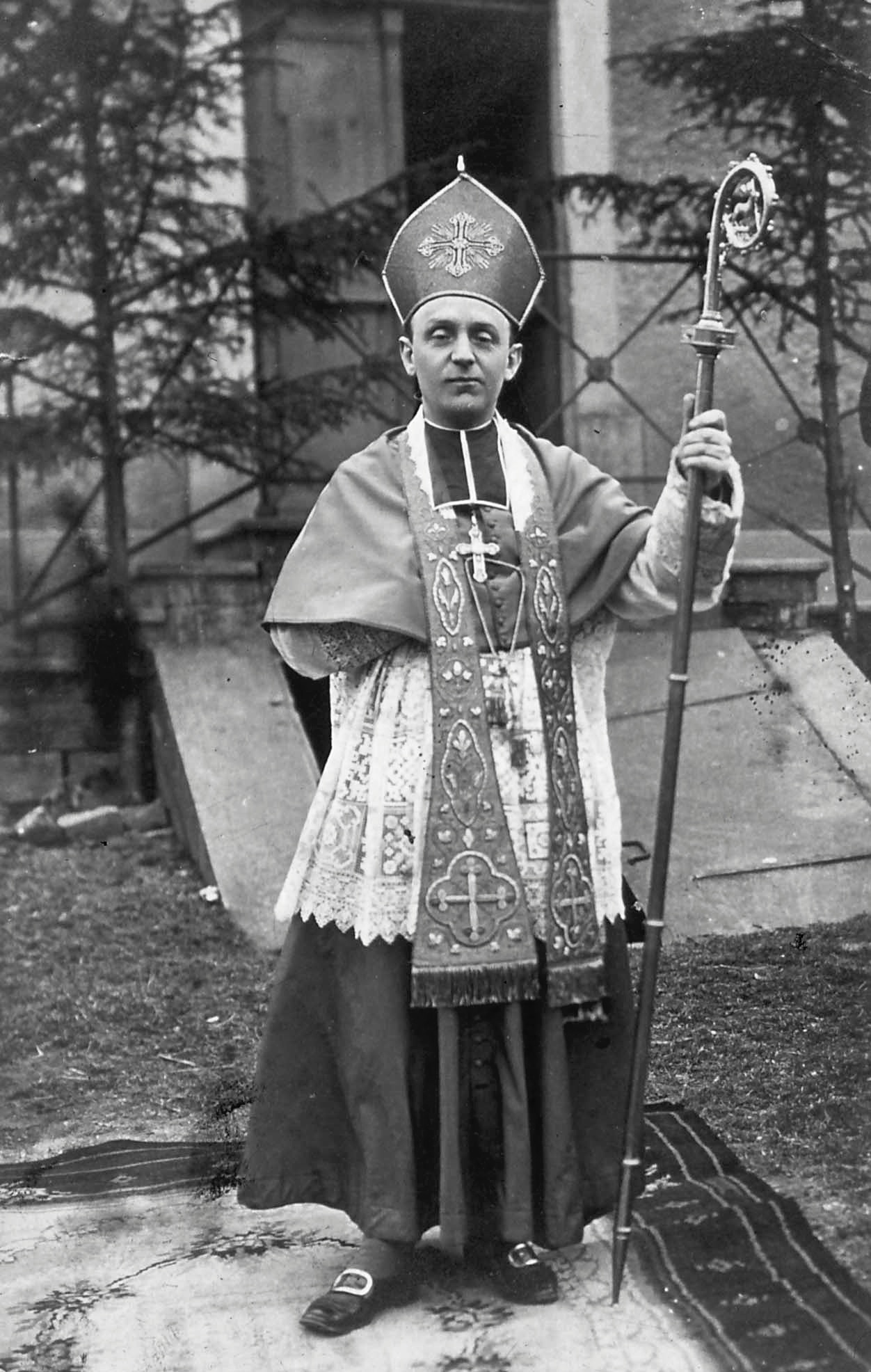
Mons. Ruch po biskupském svěcení v biskupském chórovém oděvu s dobovým kolárkem ve formě tabulek (r. 1913)
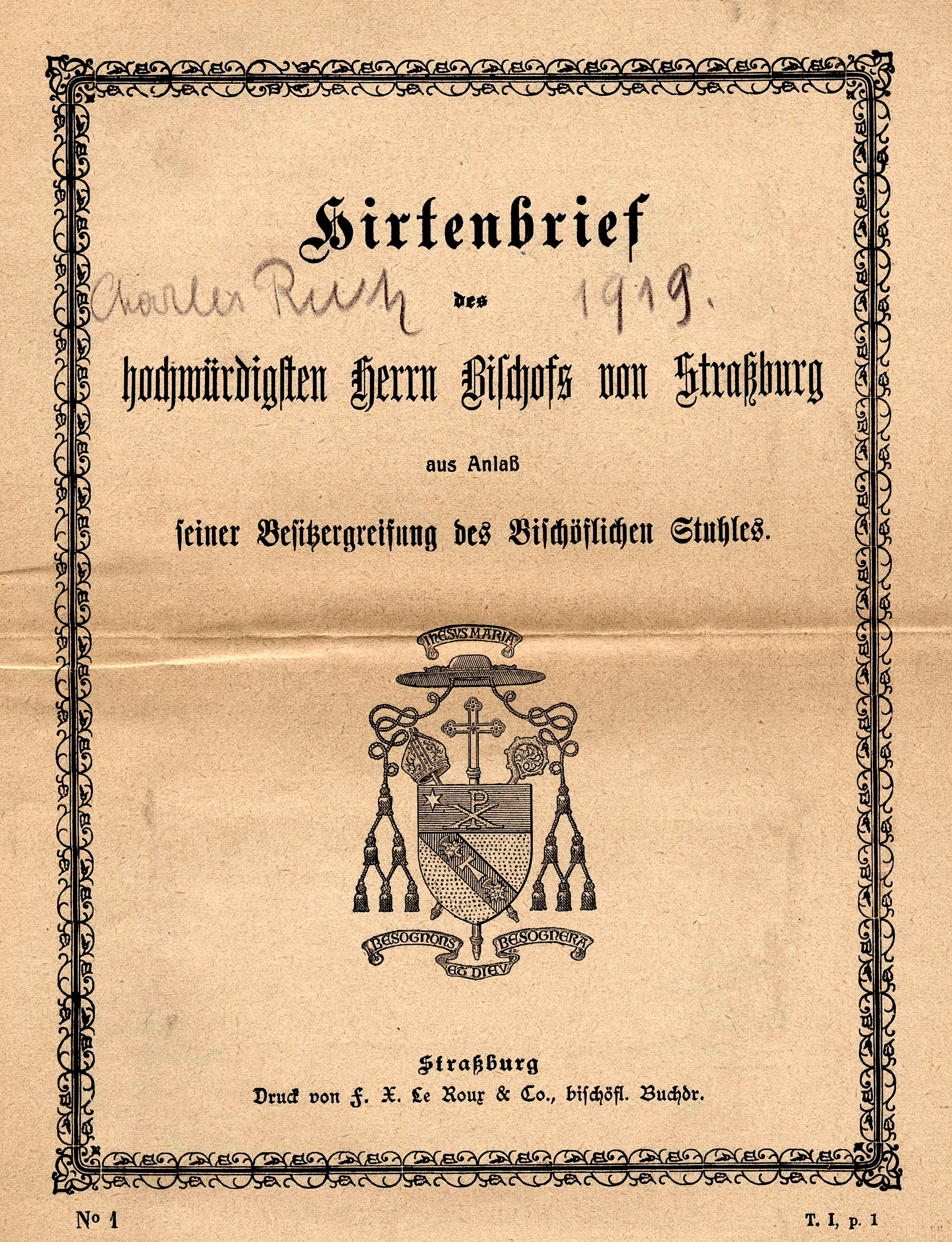
Vyobrazení znaku biskupa Rucha
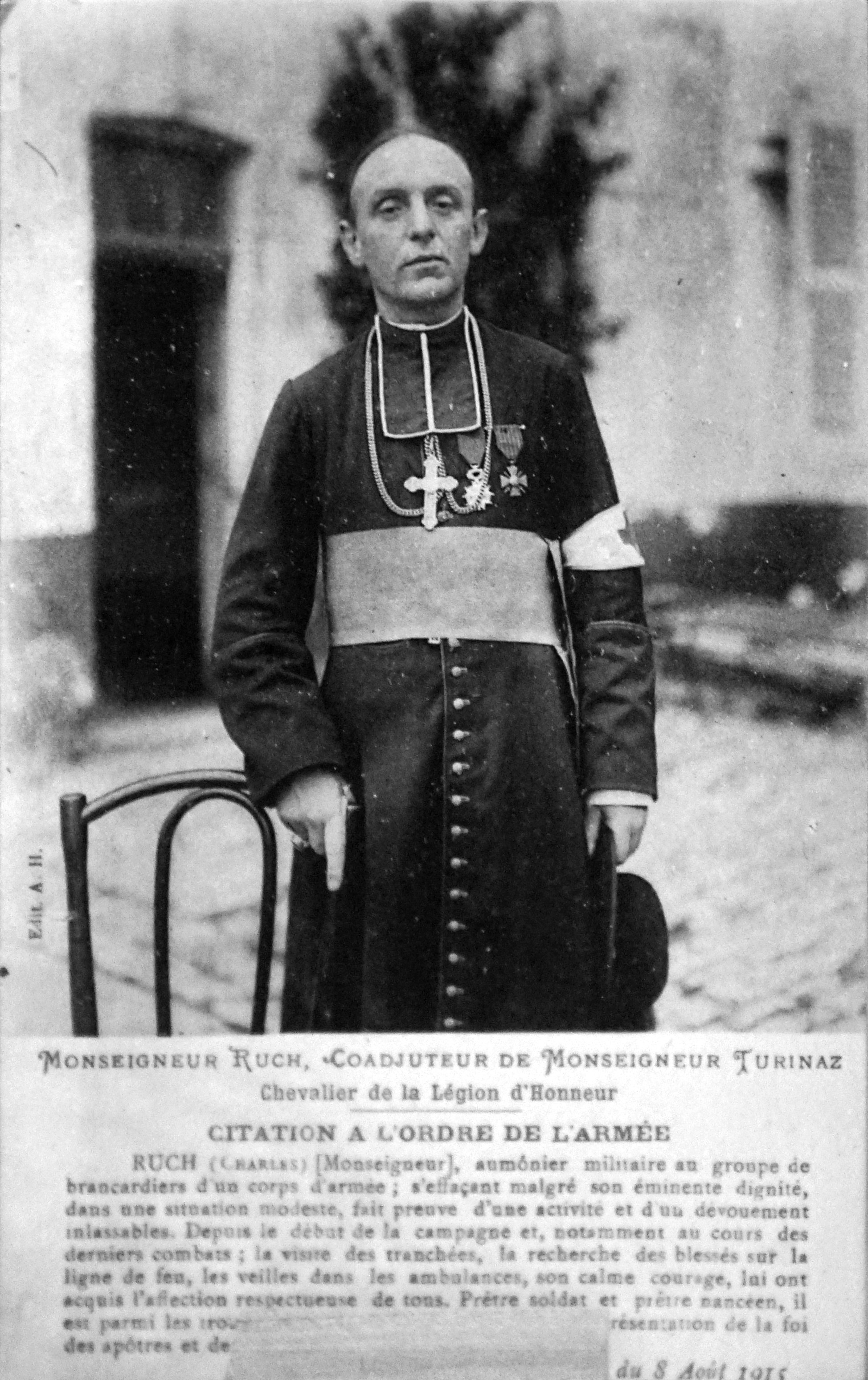
Mons. Ruch během první světové války
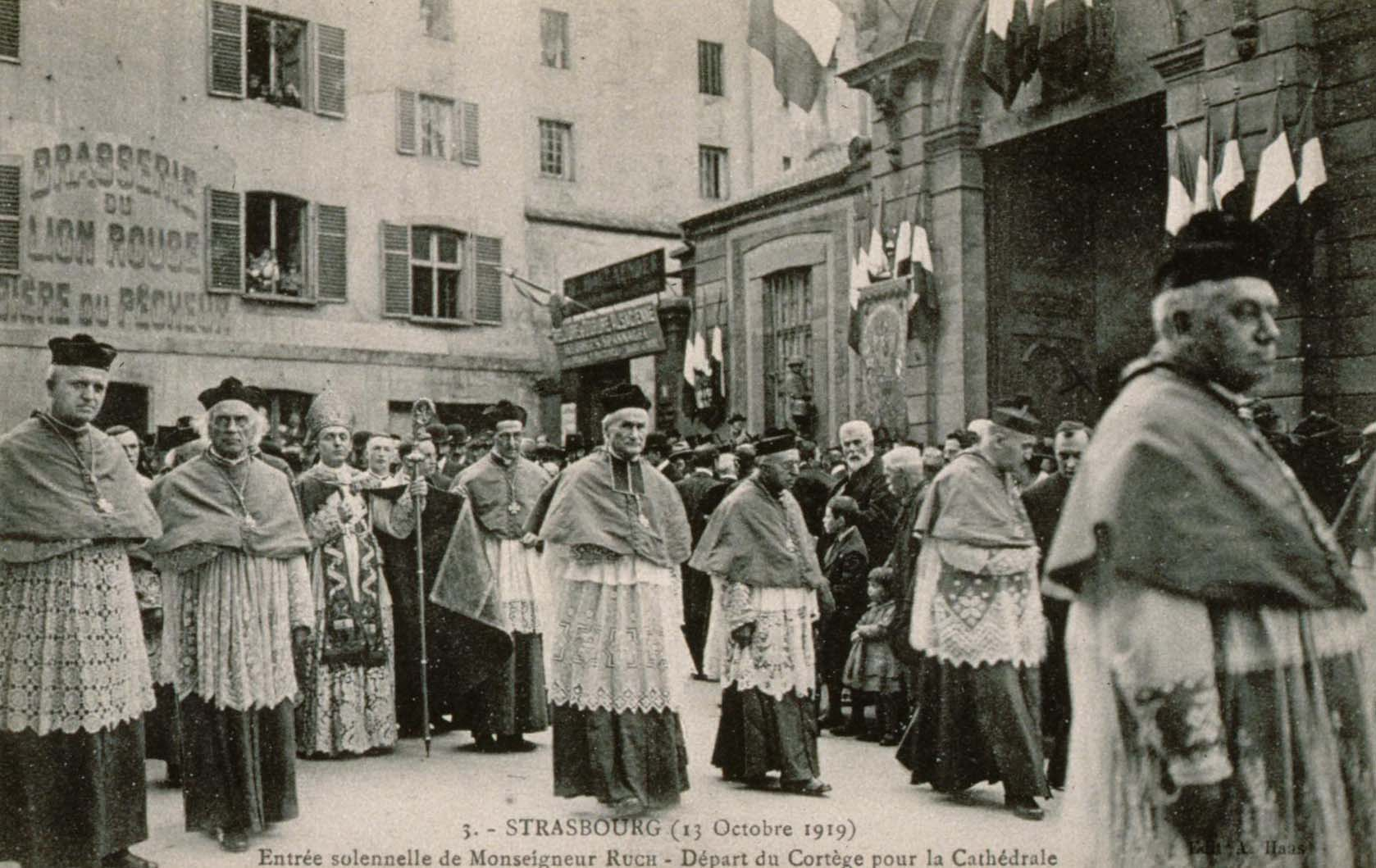
Mons. Ruch, biskup štrasburský a kanovníci během liturgického průvodu